# Dominikia reichei
Dominikia reichei là một loài bọ cánh cứng trong họ Bostrichidae. Loài này được Marseul miêu tả khoa học năm 1867.